# John Dugdale Astley
John Dugdale Astley, 3.º Baronete (19 de fevereiro de 1828 — Londres, 10 de outubro de 1894) foi um militar e desportista inglês, filho do 2.º Baronete (criado em 1821), Sir Francis Dugdale Astley e de sua esposa Emma Dorothea Lethbridge e descendente de Lorde Astley.

## Biografia
De 1848 a 1859 Astley fez parte das Guardas Escocesas de Fuzileiros, servindo na Guerra da Crimeia e foi para a reserva no posto de tenente-coronel. Em 22 de maio de 1858 casou com a herdeira, Eleanor Blanche Mary Corbett, de Elsham Hall, que morreu em 7 de junho de 1897, filha de Thomas George Corbett, Elsham Hall (– 5 de julho de 1868) e de sua esposa (morta em 15 de dezembro de 1837) Mary Noel Beauclerk (28 de dezembro de 1810 – 29 de novembro de 1850), filha do 8.º duque de St Albans e, posteriormente, dedicou-se aos esportes, incluindo turfe, boxe e pedestrianismo. Era uma figura muito popular no turfe, conhecido familiarmente como "the Mate" (o Companheiro) e por ganhar e perder grandes somas de dinheiro nas apostas. Dois jóqueis famosos que cavalgaram regularmente para ele foram: George Fordham e Charlie Wood.
Astley sucedeu ao baronato em 1873. De 1874 até 1880 foi membro do Parlamento pelo Partido Conservador por North Lincolnshire. Pouco antes de sua morte, em outubro de 1894, ele publicou algumas reminiscências de entretenimento, sob o título de Cinquenta anos da minha vida. Ela contém a primeira aparição registrada da frase "como um pato na água".
Entre seus descendentes estão: Samantha Cameron, esposa do líder dos conservadores britânicos, David Cameron.